# Hontecillas
Hontecillas é um município da Espanha, na província de Cuenca, comunidade autônoma de Castela-Mancha. Tem 34,70 km² de área e em 2021 tinha 62 habitantes (densidade: 1,8 hab./km²). Limita com os municípios de Buenache de Alarcón, Honrubia, Piqueras del Castillo, Las Valeras e Valverde de Júcar.